# NBA Rakuten
NBA Rakuten（NBA楽天、エヌビーエーらくてん）は、楽天グループ株式会社が運営するNBAの日本国内向け動画配信サービス。2017年10月18日から2019年9月29日までは同社の動画配信サービス『Rakuten TV』（楽天TV）内の『Rakuten NBA Special』にて、試合や様々なNBA番組を配信していたが、同年9月30日以降は楽天が独自に開発したNBA専用のオンラインプラットフォームである『NBA Rakuten』に移行した。

## 概要
日本国内で唯一、NBAのレギュラーシーズン、オールスター、プレーオフ、NBAファイナルを含むあらゆる試合を、ライブとオンデマンド（見逃し配信／VOD配信）で視聴できる。そのほか、試合のハイライト、アーカイブされた過去の名試合を配信する「クラシックゲーム」、NBA TV（英語）、オリジナルNBA情報番組「NBA情報局 DAILY9」など、様々な動画コンテンツを配信。なお、加入プランによって視聴可能コンテンツが変わる。ただし、『NBA Rakuten』が制作するオリジナル番組の一部、ニュース・コラム記事、NBAのデータやスタッツは、無料で提供されている。

## 沿革
2017年10月10日、楽天グループ株式会社がNBAと包括的ライブ放映・配信に関する複数年のパートナーシップ契約の締結を発表。
2017年10月18日、動画配信サイト『Rakuten TV』にてNBAの試合を配信開始。
2019年のNCAA男子トーナメントを独占ライブ配信。
2019年9月30日、新サービス『NBA Rakuten』をリリース。
2022年、町田瑠唯が所属するWNBAのワシントン・ミスティクスの一部試合をライブ配信。
2023年、World University Basketball Seriesを配信。
2023年10月26日、動画配信サイト『Rチャンネル』にて主要試合の見逃し配信を開始。
2024年7月、Amazon.com（Amazon Prime Video）が2025-26シーズンからのグローバル配信権を締結したのに伴い、2025年7月31日で本サービスを終了することを同月1日に発表した。

## 主な配信番組

### 「NBA情報局 DAILY9」
試合のハイライト映像と共に、曜日ごとに用意された独自のコンテンツを展開するNBA情報番組。MC、アシスタント、そして解説者の3人で番組を進行し、出演者は日替わりで変わる。毎日21時に配信。
【出演者一覧】
- MC：グローバー、松田悟志、ハリー杉山、中村昌也
- アシスタント：佐々木もよこ、渡辺早織、山下耀子
- 解説者：北原憲彦、塚本清彦、中原雄、佐々木クリス、石田剛規、松井啓十郎

【曜日別コーナー】
- コートサイド ピックアップ（月曜）：ニューヨークを拠点にするスポーツジャーナリスト、杉浦大介が現地最新情報を紹介していく。
- NBAおもしろナンバーズ（火曜）：NBAの記録や成績など、数字にまつわる様々な内容を紹介。テーマは多岐にわたる。
- NBAカルチャー（水曜）：ファッションや音楽など、バスケットボールに関連する様々なカルチャーの情報を紹介する。MC MAMUSHIがコーナーMCを務める。
- ランキングNBA（木曜）：NBAにまつわる様々なトピックをランキング形式で紹介。
- レジェンドストーリー（金曜）：NBAで活躍した過去の名選手の経歴や功績を紹介。選手にフォーカスするだけでなく、『コービー 81得点の裏側』というように、歴史に残る名試合を振り返ることもある。
- NBAクリニック（土曜）：実際のプレイを見ながら、各チームの戦術や選手の個人技などを解説。
- Inside Hoops（日曜）：普段は見ることができないNBA選手の日常生活を紹介。

### 「俺達のNBA!!」
NBA好きの芸能人、バスケットボール解説者たちが決められたテーマについて語り合う、「マニアから初心者まで楽しめる」をモットーにしたトーク番組。MCを務めるのはスチャダラパーのBOSE。毎月、第2・4金曜の18時から、月2回配信。2020年1月26日（日本時間27日）に起きたカラバサスヘリコプター墜落事故により死去した、コービー・ブライアントの追悼企画「俺達のコービー・ブライアント!!」 を同年2月1日に配信。
【出演者一覧】
BOSE（スチャダラパー）、サンキュータツオ（米粒写経）、岩崎太整、上鈴木兄弟（兄・タカヒロ、弟・伯周）、中村昌也、澤部佑（ハライチ）、北原憲彦、塚本清彦、中原雄、佐々木クリス、大神雄子

### 「てらこやNBA」
バスケットボールに精通した識者と共に、戦術や細かいスキルなどについて深く掘り下げる解説番組。毎週水曜18時から配信。
【レギュラー出演者一覧】
岩崎太整、上鈴木兄弟（兄・タカヒロ、弟・伯周）

### 「NBA情報局 DAILY9 Next ～もよこと早織と耀子とRikuto AF～」
「NBA情報局 DAILY9」のスピンオフ番組。「NBA情報局 DAILY9」でアシスタントを務める佐々木もよこ、渡辺早織、山下耀子の3人が、ニューヨーク在住のYouTuberであるRikuto AFを迎えてNBAについて語り合うトークバラエティ。毎週日曜21時30分に配信。
【出演者一覧】佐々木もよこ、渡辺早織、山下耀子、Rikuto AF

## 開催イベント

### NBAジャパンゲームズ2019
2019年3月5日、楽天グループ株式会社とNBAが、NBAの2019-20シーズンにおけるトロント・ラプターズとヒューストン・ロケッツのプレシーズンマッチ2試合を、「NBA Japan Games 2019 Presented by Rakuten」として日本で行うことを発表。16年ぶりとなるNBAの日本開催は、2019年10月8日と同10日の2日間、埼玉県のさいたまスーパーアリーナで実施され、同試合は『NBA Rakuten」にて配信された。また、試合とは別に、10月9日にはNBAファンイベント「NBA Fan Night Presented by Rakuten」を開催。元NBA選手であるディケンベ・ムトンボ、クリス・ボッシュ、ショーン・マリオン、女優の倉科カナ、モデルのUTAなどが参加したほか、ロックバンドWANDSの元ボーカリストである上杉昇がライブパフォーマンスを披露した。

#### 過去イベント
2018年2月19日『Rakuten presents NBA All-Star 2018 L.A. After party in Shibuya』
2018年6月１日『－The final showdown－ NBA Finals 2018 Public viewing party』（東京）
2018年6月9日『－The final showdown－ NBA Finals 2018 Public viewing party』（大阪）
2018年9月8日『Rakuten TV presents NBA Fan Meeting 2018 with Draymond Green』
2018年10月10日『NBA Fan Meeting with Ray Allen presented by Rakuten TV』
2019年2月18日『NBA ALL-STAR 2019 PUBLIC VIEWING PARTY presented by Rakuten TV』
2019年5月31日「NBA FINALS 2019 PUBLIC VIEWING PARTY presented by Rakuten TV」
2019年10月9日「NBA Fan Night Presented by Rakuten」
2019年10月10日「NBA JAPAN GAMES 2019 Presented by Rakuten LIVE VIEWING PARTY at SHINAGAWA」
2019年12月6日「Public Viewing Party with Tony Parker」
2019年12月7日「1-on-1 private skills session with Tony Parker」
2019年12月8日「Iniesta’s Methodology with Tony Parker」
上記以外にも、パブリック・ビューイングを英国風パブ「HUB」にて実施。

## 視聴デバイス
パソコンやスマートフォン、タブレットなどの各種モバイル機器を介した視聴だけでなく、テレビでの視聴も可能。スマートテレビであるAndroid TVを使用するか、Apple TVやAmazon Fire TV、Chromecastなどのデジタルデバイス、あるいはインターネット接続したPlayStation 4をテレビに接続することで視聴できる。パソコンとスマートフォンでは、『NBA Rakuten』移行後、ライブチャット機能が追加された。

## 料金プラン
「NBA Rakuten」はNBAの試合を観戦する手段として、料金プランを設けている。詳細は公式サイトで

## 参考サイト
1. NBA Rakutenリリースのお知らせ
2. 新サービス「NBA Rakuten」とは
3. NBA Rakutenの無料コンテンツを一挙紹介！
4. 楽天とNBA、「NBA Japan Games 2019 Presented by Rakuten」を開催
5. NBA FINALS 2019 PUBLIC VIEWING PARTY presented by Rakuten TV
6. NBA Fan Night